# Теорема Лагранжа об обращении рядов
Теорема Лагранжа об обращении рядов позволяет явно записать обратную функцию к данной аналитической функции в виде бесконечного ряда.
Теорема имеет приложения в комбинаторике.

## Формулировка
Пусть функция {\displaystyle f(z)} аналитична в точке {\displaystyle z_{0}} и {\displaystyle f'(z_{0})\neq 0}. Тогда в некоторой окрестности точки {\displaystyle w_{0}=f(z_{0})} обратная к ней функция {\displaystyle f^{-1}(w)} представима рядом вида
{\displaystyle f^{-1}(w)=z_{0}+\sum _{n=1}^{\infty }{\frac {1}{n!}}\left.\left({\frac {d^{n-1}}{dz^{n-1}}}\left({\frac {z-z_{0}}{f(z)-w_{0}}}\right)^{n}\right)\right|_{z=z_{0}}(w-w_{0})^{n}.}

## Применения

### Ряд Бюрмана — Лагранжа
Ряд Бюрмана — Лагранжа определяется как разложение голоморфной функции {\displaystyle f(z)}
по степеням другой голоморфной функции {\displaystyle w(z)} и представляет собой обобщение ряда Тейлора.
Пусть {\displaystyle f(z)} и {\displaystyle w(z)} голоморфны в окрестности некоторой точки {\displaystyle a\in \mathbb {C} }, притом {\displaystyle w(a)=0} и {\displaystyle a} — простой нуль функции {\displaystyle w(z)}. Теперь выберем некую область {\displaystyle D\ni a}, в которой {\displaystyle f} и {\displaystyle w} голоморфны, а {\displaystyle w} однолистна в {\displaystyle {\overline {D}}}. Тогда имеет место разложение вида:
{\displaystyle f(z)=\sum _{n=0}^{\infty }d_{n}w^{n}(z),}
где коэффициенты {\displaystyle d_{n}} вычисляются по следующему выражению:
{\displaystyle d_{n}={\frac {1}{2\pi i}}\int \limits _{\partial D}{\frac {f(\zeta )w'(\zeta )}{w^{n+1}(\zeta )}}\,d\zeta ={\frac {1}{n!}}\lim _{z\to a}{\frac {d^{n-1}}{dz^{n-1}}}\left\{f'(z){\frac {(z-a)^{n}}{w^{n}(z)}}\right\}.}

### Теорема об обращении рядов
Частным случаем применения рядов является так называемая задача об обращении ряда Тейлора.
Рассмотрим разложение вида {\displaystyle w=\sum _{n=1}^{\infty }a_{n}z^{n}}. Попытаемся с помощью полученного выражения вычислить коэффициенты ряда {\displaystyle z=\sum _{n=1}^{\infty }b_{n}w^{n}}:
{\displaystyle b_{n}={\frac {1}{n!}}\lim _{z\to 0}{\frac {d^{n-1}}{dz^{n-1}}}\left({\frac {z}{w}}\right)^{n}.}

## Обобщения
В условиях теоремы для суперпозиции вида {\displaystyle F\circ f^{-1}} справедливо представление в виде ряда
{\displaystyle F(f^{-1}(w))=z_{0}+\sum _{n=1}^{\infty }{\frac {1}{n!}}\left.\left({\frac {d^{n-1}}{dz^{n-1}}}\left(F'(z)\left({\frac {z-z_{0}}{f(z)-w_{0}}}\right)^{n}\right)\right)\right|_{z=z_{0}}(w-w_{0})^{n}.}